# Alexander Raedschelders
Alexander Raedschelders (9 juni 2005) is een Belgisch basketballer.

## Carrière
Raedschelders speelde in de jeugd van Antwerp Giants en speelde bij de jeugdreeksen tot in 2023. In zijn laatste seizoenen speelde hij voor de tweede ploeg van de Giants. Hij maakte in 2023 de overstap naar Limburg United en kwam uit in de tweede ploeg maar maakte ook zijn debuut in de BNXT League.
Hij verliet net zoals Kobe Abelshausen Limburg nadat zijn contract niet verlengd werd. Hij tekende in juli 2025 bij eersteklasser Okapi Aalst.